# 迪珀茨
迪珀茨（德語：Dipperz）是德国黑森州的一个市镇。总面积30.05平方公里，总人口3314人，其中男性1666人，女性1648人（2011年12月31日），人口密度110人/平方公里。